# ウロポルフィリノーゲンIIIデカルボキシラーゼ
ウロポルフィリノーゲンIIIデカルボキシラーゼ（Uroporphyrinogen III decarboxylase）は、ヒトにおいてはUROD遺伝子に記述されているURODとして知られている酵素である。

## 機能
この遺伝子は、ヘム生合成経路の5番目の酵素を記述している。この酵素は、ウロポルフィリノーゲンの側鎖の4つのカルボキシメチル基を取り外してコプロポルフィリノーゲンに変換する役割を受け持つ。
ウロポルフィリノーゲンIIIデカルボキシラーゼ(UroD) (EC 4.1.1.37, PDB 1URO)は、ヘム生合成の5段階目の二量体の酵素である。ウロポルフィリノーゲンIIIの4つの酢酸基側鎖を除去してコプロポルフィリノーゲンIIIを生成させる。

## 臨床的な意味
この酵素の変異や欠乏は、家族性の晩発性皮膚ポルフィリン症や肝造血性ポルフィリン症を引き起こすことが知られている。

## メカニズム
基質が低濃度の場合にはD、A、B及びC環の順で順番にCO2が取り外されていくと考えられているが、一方で基質又は酵素が高濃度の場合にはランダムに反応が進んでいくと考えられる。溶液中ではこの酵素は二量体として機能する。この酵素は、ヒトとタバコから結晶化され、良く水に溶ける。
UroDは、他の大部分の脱炭酸酵素が補酵素を必要としているようには補酵素の介在を必要としないため非常に珍しい脱炭酸酵素とみなされている。アルギニン残基による基質のプロトン化を通じて反応が進むメカニズムが提案されている。2008年の研究では、pH10でのUroDの反応の触媒速度は10-19 s-1であり、触媒効率はどの酵素よりも大きくて6 x 1024 M-1であると報告されている。
```
 
--->
 
 + 4 CO
2

ウロポルフィリノーゲンIII
        
コプロポルフィリノーゲンIII
```